# Kim Dzong Il
Kim Dzong Il (IPA: [ɡ̊imd͜zɔŋil], kor. 김정일; ur. 16 lutego 1941 we Wiatskoje, zm. 17 grudnia 2011 w Pjongjangu) – Przywódca Korei Północnej w latach 1994–2011. Był następcą swego ojca i założyciela KRLD, Kim Ir Sena po jego śmierci w 1994 roku. Był również sekretarzem generalnym Partii Pracy Korei, przewodniczącym Narodowej Komisji Obrony, a także marszałkiem i dowódcą Koreańskiej Armii Ludowej.

## Życiorys

### Młodość i działalność polityczna

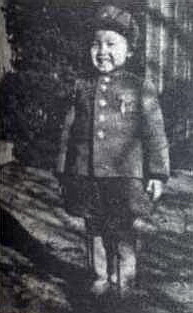
Kim Dzong Il w wieku pięciu lub sześciu lat

Kim Dzong Il urodził się 16 lutego 1941 roku we wsi Wiatskoje k. Chabarowska w Związku Radzieckim, jako Jurij Irsenowicz Kim. Choć oficjalne biografie podają rok 1942 i lokalizują zdarzenie na górze Pektu-san w Korei Północnej. Według państwowej propagandy w chwili jego urodzin, mimo iż była sroga zima, na górze „zakwitły kwiaty, a ptaki mówiły ludzkim głosem”. Prawdopodobnie zmiana daty rocznej wynikała z chęci dopasowania jej do 1912, gdy urodził się jego ojciec. W efekcie możliwe było równoczesne świętowanie okrągłych rocznic urodzin obu przywódców. Podczas wojny koreańskiej został dla bezpieczeństwa wysłany przez ojca do Mandżurii. Dwa lata uczył się w szkole pilotów w NRD, a w 1963 ukończył studia na Uniwersytecie Kim Ir Sena. Zajmował wiele mniej znaczących stanowisk w Partii Pracy Korei, a następnie został sekretarzem swojego ojca, z którym blisko współpracował podczas czystki w szeregach partii (1967). We wrześniu 1973 mianowano go sekretarzem partyjnym ds. organizacji i agitacji politycznej. W październiku 1980 jego ojciec włączył Kim Dzong Ila do kultu własnej osoby i wyznaczył na swojego następcę. Od tej chwili występował jako Umiłowany Przywódca, w odróżnieniu od swojego ojca, Wielkiego Wodza. Kontynuował rozwijanie nakreślonych przez Kim Ir Sena idei Dżucze w licznych publikacjach o charakterze filozoficzno-ideologiczno-propagandowym. W latach 1990–1991 Kim był zwierzchnikiem koreańskich sił zbrojnych oraz sprawował najwyższe funkcje w Komitecie Centralnym, Biurze Politycznym i Sekretariacie partii.

### Przywódca Korei Północnej (8 VII 1994 – 17 XII 2011)

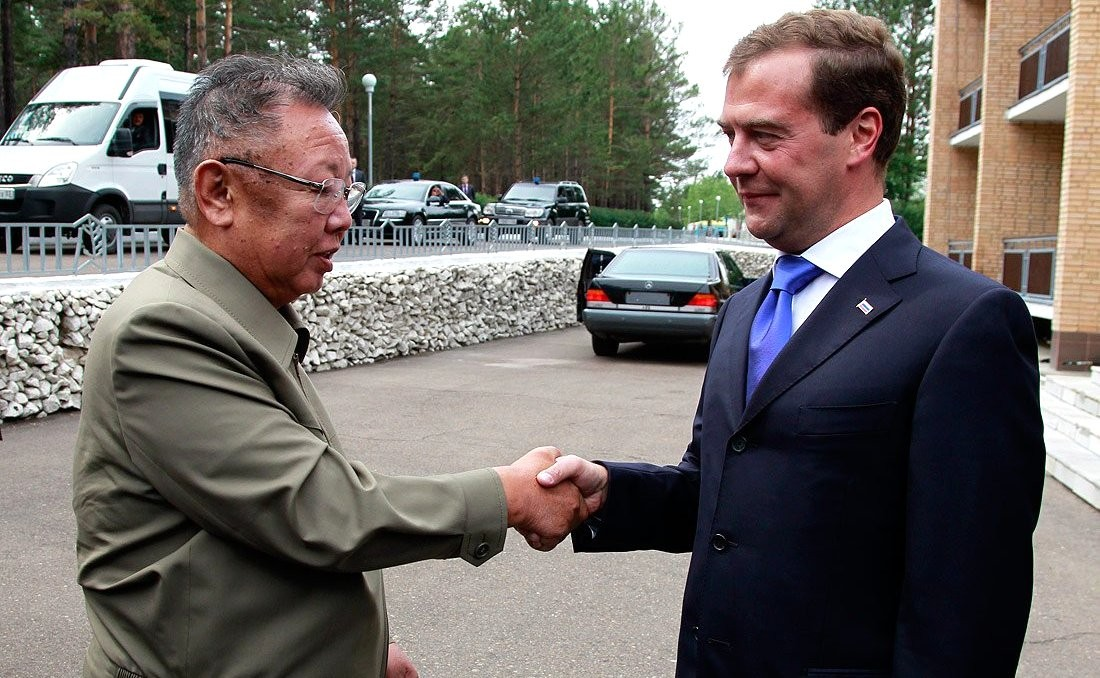
Kim Dzong Il oraz Dmitrij Miedwiediew podczas spotkania w Rosji. (2011)

8 lipca 1994 roku Kim Ir Sen zmarł na atak serca – Kim Dzong Il został faktycznym przywódcą Korei Północnej. Jednak fakt, że w kolejnych latach nie przyjął oficjalnych tytułów swojego ojca (który w 1998 został ogłoszony Wiecznym Prezydentem), mogło świadczyć o tym, że miał trudności w umocnieniu swojej władzy. Kim Dzong Il jeszcze w 1993 objął funkcję Przewodniczącego Narodowej Komisji Obrony stanowiącej (według Konstytucji z 1998) „najwyższe stanowisko w państwie”. Szefem Partii Pracy Korei został dopiero w październiku 1997. Po objęciu przez niego funkcji przewodniczącego partii rozpoczął się kurs zmian ideologicznych, a już w maju 1998 partyjna gazeta Rodong Sinmun po raz pierwszy poinformowała o doktrynie Songun, która trzy lata później została oficjalnie przyjęta jako doktryna partyjna.
W latach 90. XX wieku Kim Dzong Il musiał zmierzyć się z klęską głodu, która ogarnęła kraj w latach 1995–1999. Kim po coraz większych problemach żywnościowych zwrócił się o pomoc do ONZ, która w 1998 przekazała Korei swoją pomoc, co w znacznej mierze przyczyniło się do zatrzymania klęski głodu. W tym samym roku rząd przyjął też nową wersję konstytucji. Kolejną konstytucję przyjęto w 2009. Nowa wersja konstytucji posiada sześć artykułów więcej niż wersja poprzednia z 1998. Sekcja 2 Rozdziału VI „Przewodniczący i Narodowa Komisja Obrony” jest całkowicie nowa, a w artykułach 29 i 40 (odpowiednio Ekonomia i Kultura) słowo „komunizm” zostało usunięte, co stanowi część północnokoreańskiej polityki wycofania się z odwołań do tej ideologii. Kim w czasie swoich rządów w XXI wieku ograniczył własny kult jednostki (przy czym zachował kult osoby Kim Ir Sena) i w nieznaczny sposób złagodził propagandę, podając prawdziwe informacje m.in. o katastrofach naturalnych i ich skutkach.
W XXI wieku rozpoczął mozolny proces modernizacji kraju. Uruchomił intranetową sieć Kwangmyong darmową dla mieszkańców kraju (dostęp do globalnego internetu otrzymali tylko rządzący) i zarezerwował dla KRLD własną domenę internetową. Jako że Korea objęta była zagranicznymi sankcjami, rząd Korei wprowadził własny system operacyjny komputerów, Red Star OS oparty na wcześniejszych wersjach Linuxa. Kim choć w dalszym ciągu represjonował część wyznań religijnych to zezwolił na utworzenie w Korei pewnej liczby kościołów chrześcijańskich (religia ta była w różnych etapach istnienia Korei poddawana licznym represjom).

#### Program atomowy i kosmiczny
Dużą inwestycją rządu Kim Dzong Ila był północnokoreański program kosmiczny, w ramach którego otworzono Kosmodrom Sohae, znajduje się w prowincji P’yŏngan Północny, nad brzegiem Morza Żółtego (w Korei zwanego Morzem Zachodnim). Budowa kosmodromu rozpoczęła się w latach 90., jednak nabrała przyspieszenia około 2008, a została ukończona w 2011. Kosmodrom jest obecnie wykorzystywany przede wszystkim do startów orbitalnych rakiet typu Unha.
Znacznie rozwinął też program atomowy rozbudowując Ośrodek Badań Jądrowych w Jongbjon. W lutym 2007 doszło jednak do porozumienia na linii KRLD-ONZ. Ustalono wówczas, że za wpuszczenie do ośrodka Jongbjon inspektorów MAEA, Korea Północna miała otrzymać pomoc gospodarczą. W lipcu 2007 rząd wyłączył reaktor i od tego momentu rozpoczęła się denuklearyzacja KRLD w zamian za pomoc gospodarczą od Korei Południowej. 5 listopada 2007 amerykańscy wysłannicy rozpoczęli pracę nad wygaszaniem reaktora, a 27 czerwca 2008 20-metrowa chłodnia kominowa reaktora została wysadzona w powietrze w obecności licznej grupy dziennikarzy i dyplomatów. Zniszczenie charakterystycznej budowli było symbolem zakończenia rozmów nad przerwaniem koreańskiego programu zbrojeń nuklearnych.

#### Ocieplenie relacji z Południem
Klęska z lat 90. przyczyniła się do polepszenia stosunków dyplomatycznych z Koreą Południową, co rozpoczęło etap nieznacznej liberalizacji gospodarki. Korea Południowa w latach 90. wsparła Północ pomocą w zakresie dostaw żywności. W 2000 Kim Dzong Il spotkał się w stolicy KRLD z prezydentem Korei Południowej Kim Dae-jungiem, w trakcie spotkania podpisano deklarację przewidującą rozwój współpracy; dzięki tej deklaracji zapoczątkowano m.in. spotkania rozłączonych przez wojnę koreańską rodzin. W 2002 rząd obu Korei utworzył wspólny Obszar Przemysłowy Kaesŏng.
Po objęciu w Stanach Zjednoczonych rządów przez George’a Busha i ogłoszeniu przez niego rewizji polityki względem Korei Północnej doszło też do pogorszenia stosunków między obiema Koreami, m.in. zaczęły występować przerwy w kontaktach dyplomatycznych, a w połowie 2002 miało miejsce poważne starcie okrętów obu Korei. Pomimo problemów starano się utrzymać dobre stosunki, kontynuując dotychczasowe inicjatywy. Dotychczasową politykę względem Północy kontynuował także po 2002 nowy prezydent Południa, Roh Moo-hyun. Pod koniec 2007 odbyło się spotkanie przywódców obu krajów, na którym zapowiedziano zwołanie konferencji pokojowej mającej oficjalnie zakończyć stan wojny między nimi. Przed pogłębieniem kryzysu w relacjach z Koreą Południową planowano uruchomienie zmodernizowanej gorącej linii, która miała ułatwić komunikację na granicy między obu państwami (formalnie pozostającymi w stanie wojny) oraz przekraczanie jej przez urzędników i pracowników z Południa zatrudnionych we wspólnym centrum przemysłowym na Północy. Dwa miesiące wcześniej Korea Południowa dostarczyła Północy sprzęt komunikacyjny i inne materiały, aby pomóc jej w modernizacji gorącej linii. Nowe światłowody zostały położone w pobliżu dziewięciu przestarzałych kabli miedzianych. Część z nich Północ odłączyła w 2008 ze względu na problemy techniczne.

### Polityka gospodarcza
Kim rozwijał założoną przez jego ojca Kim Ir Sena Specjalną Strefę Ekonomiczną Rajin-Sonbong, która według jego rządu miała od 1996 przyciągnąć inwestycje o wartości ponad 300 mln USD i stanowić dogodne miejsce lokowania kapitału. Strefa przyciągnęła głównie inwestorów chińskich. W celu rozwoju handlu z Chinami Kim w 2010 wyremontował graniczny most na rzece Tuman, a w maju 2011 podjął decyzję o budowie nowoczesnych dróg mających połączyć ją z chińskim Hunchun. W tym samym czasie władze północnokoreańskie zezwoliły na stałe wjazdy chińskich turystów do strefy Rajin-Sonbong. W sierpniu 2011 w Korei odbyły się czterodniowe targi międzynarodowe, które miały skłonić zagranicznych inwestorów do inwestycji na terenie tego państwa. Kim otworzył się na ograniczone relacje handlowe z Południem, które objęły utworzenie w 2010 pierwszej firmy typu joint venture z udziałem kapitału południowokoreańskiego (wcześniej przedsiębiorstwa z Korei Południowej poza Obszarem Przemysłowym Kaesŏng nie mogły inwestować w KRLD), a już parę lat wcześniej rozpoczął eksport produktów żywnościowych na Południe, które produkowane były z użyciem zakupionych na zachodzie technologii.
W grudniu 2009 dokonał denominacji wona północnokoreańskiego w stosunku 1:100, co miało zapobiec inflacji i możliwemu rozwojowi czarnego rynku. Denominacja spowodowała protesty antyrządowe, co było pierwszym od lat takim wydarzeniem w KRLD.

#### Polityka zagraniczna
15 czerwca 2000 ówczesny prezydent Republiki Korei Kim Dae-jung i przywódca Korei Północnej Kim Dzong Il podpisali wspólną deklarację (zwaną „porozumieniem 15 czerwca”). Obie strony zapowiedziały w treści porozumienia dążenie do pokojowego zjednoczenia Półwyspu Koreańskiego. W czasie swych rządów złożył kilka wizyt zagranicznych: w Rosji we wrześniu 2001 spotkał się z prezydentem Władimirem Putinem, a w sierpniu 2011 podczas kolejnej wizyty w Rosji rozmawiał z Dmitrijem Miedwiediewem. W maju 2010 rozmawiał z przywódcami chińskimi, w tym z przewodniczącym ChRL Hu Jintao, do jego ponownej wizyty w Chinach doszło w sierpniu tego samego roku, gdy odwiedził on kraj wraz z synem Kim Dzong Unem. Ostatnią wizytę w Chinach złożył w maju 2011 w rocznicę podpisania traktatu o przyjaźni między KRLD a ChRL.
Kim Dzong Il nawiązał bliższe relacje z szeregiem państw kontynentu. Korea Północna według części informacji wysłała swój personel do Syrii, gdzie wsparł on budowę syryjskiego programu atomowego. Kim wsparł też rząd Syrii w trakcie wojny domowej w tym kraju. Kim prowadził zbliżoną politykę odnośnie do Pakistanu, któremu to licznie eksportował broń (co przyczyniło się do pogorszenia relacji z Indiami, z którymi niegdyś KRLD utrzymywała dobre relacje). Przywódca kontynuował też zapoczątkowaną już w latach 80. XX wieku ścisłą współpracę z Iranem.

#### Incydenty na linii Północ-Południe
Szczególnie w ostatnim etapie rządów Kim Dzong Ila doszło do kilku poważnych incydentów militarnych z południowym sąsiadem. Sytuacja była o tyle niebezpieczna, że oba kraje w przeszłości prowadziły ze sobą wojnę, a sama Korea Północna jest obecnie najbardziej zmilitaryzowanym państwem na świecie i posiada 5. co do liczebności armię na świecie, liczącą 690 tys. personelu. Pod koniec lat 90. i w 2002 doszło do bitwy morskiej o kontrolę nad kilkoma spornymi wyspami. Do 2009 sytuacja pozostawała stabilna. W 2009 doszło do kolejnej bitwy morskiej przy wyspie Daecheong, która doprowadziła do oskarżenia północnokoreańskiego okrętu podwodnego o zatopienie południowokoreańskiej korwety Cheonan przy wyspie Baengnyeong. Gdy 23 listopada 2010 Korea Południowa przeprowadziła ćwiczenia marynarki wojennej, około godz. 14:34 czasu koreańskiego, Korea Północna ostrzelała pozycje południowokoreańskie pociskami artyleryjskimi, na wyspie Yeonpyeong. Na ostrzał, który obejmował bazę wojskową Korei Południowej, wojska Korei Południowej odpowiedziały ogniem artylerii.

### Pogłoski o śmierci
29 maja 2008 podano w mediach informację, jakoby Kim Dzong Il mógł zostać zastrzelony 26 maja 2008 między 7 a 8 rano czasu lokalnego, podczas „spotkania z robotnikami” w jednym z południowych rejonów kraju (Hamgyŏng Południowy). Północnokoreańskie źródła rządowe zaprzeczały tym doniesieniom, jak i nie potwierdzało ich Ministerstwo ds. Zjednoczenia w Korei Południowej. Pogłoski potwierdzać miały rzekomo źródła chińskie. 7 września 2008 niektóre gazety podały informację, że Kim Dzong Il nie żyje od 2003, a od tamtej pory jego rolę przejął sobowtór.

### Śmierć

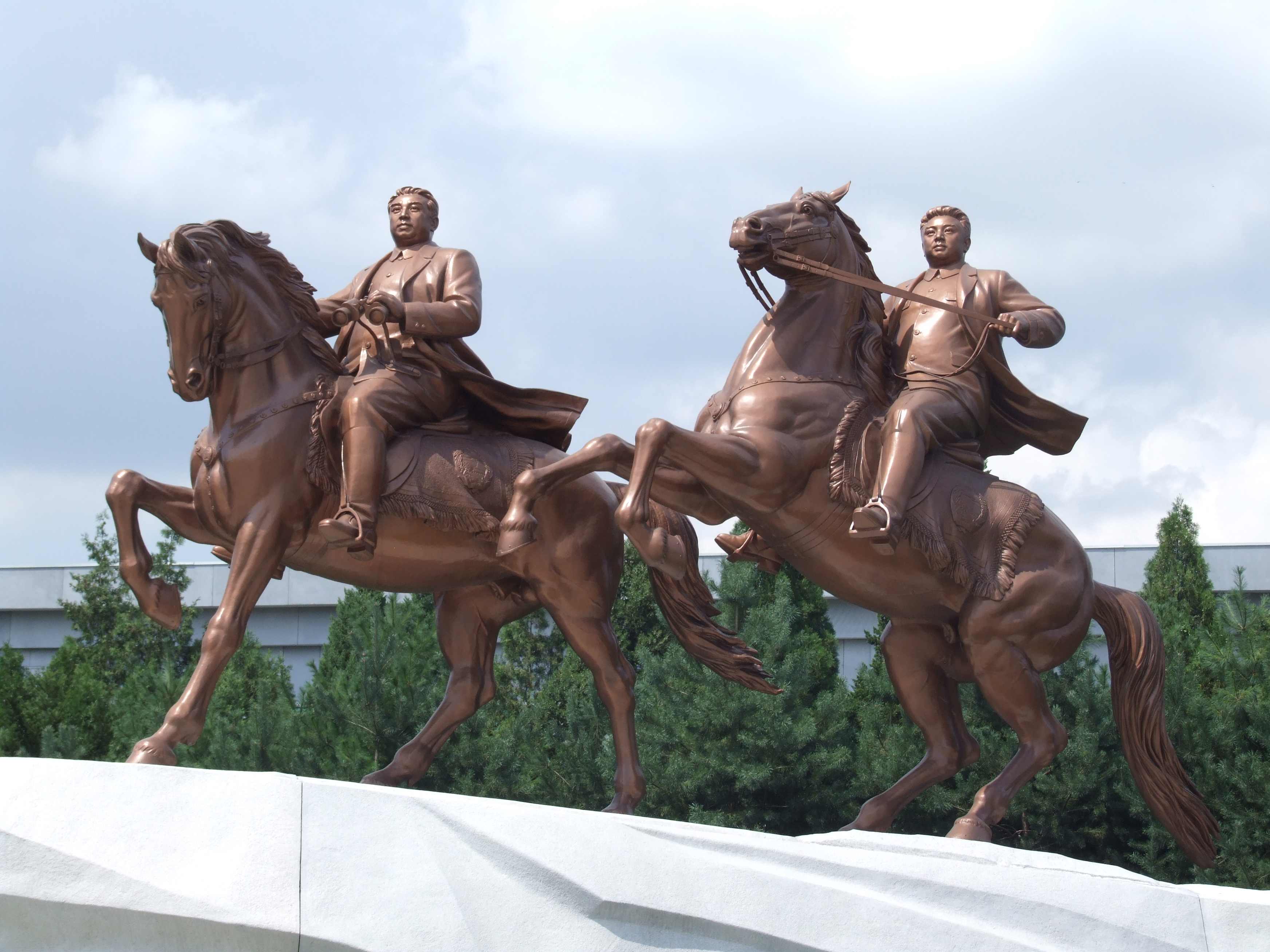
Pomniki konne Kim Ir Sena i Kim Dzong Ila

Przywódca zmarł 17 grudnia 2011. Dwa dni później media północnokoreańskie oficjalnie ogłosiły śmierć Kim Dzong Ila 19 grudnia 2011. Spikerka telewizyjna Ri Chun Hi poinformowała, że powodem śmierci było fizyczne i psychiczne wyczerpanie organizmu. Poinformowano również, że zgon nastąpił dwa dni wcześniej podczas jazdy pociągiem, gdzie przywódca Korei Północnej miał rozległy zawał serca. 19 grudnia 2011 „Wielkim Następcą” zmarłego Kim Dzong Ila został ogłoszony Kim Dzong Un, który stanął również na czele komitetu pogrzebowego liczącego 232 osoby. Kondolencje Korei Północnej przesłała Korea Południowa, a konkretnie południowokoreański minister ds. zjednoczenia. Swoje kondolencje złożyła duża liczba państw Afryki i Azji. Były to m.in. Armenia, Azerbejdżan, Bahrajn, Bangladesz, Białoruś, Chiny, Erytrea, Filipiny, Ghana, Gwinea, Indonezja, Katar, Kambodża, Kongo, Kuba, Kuwejt, Laos, Mongolia, Mozambik czy Gwinea Równikowa. Swoje kondolencje przesłały też niektóre państwa zachodnie (Hiszpania i Chorwacja).

## Obraz propagandowy

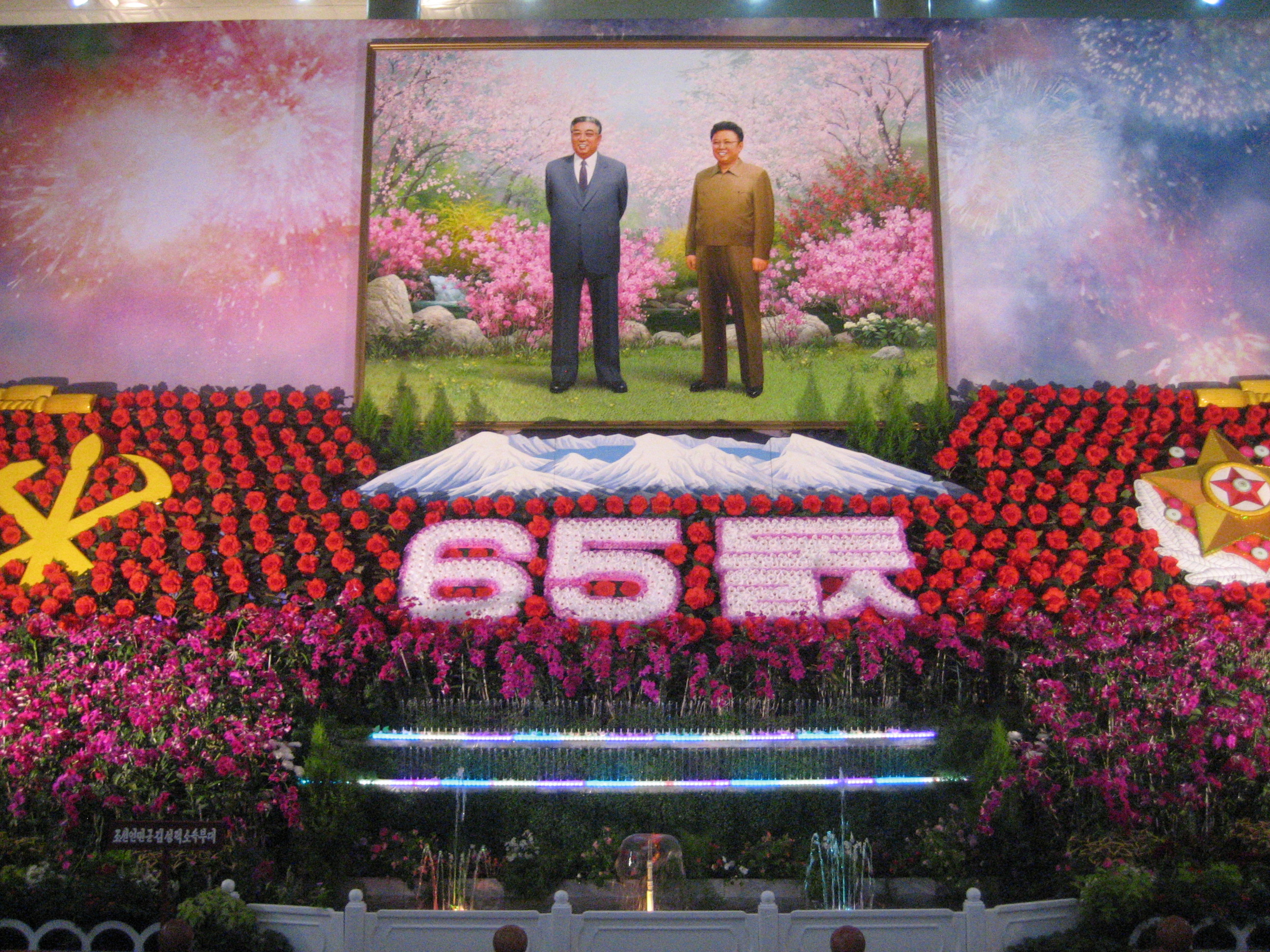
Kim Dzong Il z ojcem Kim Ir Senem

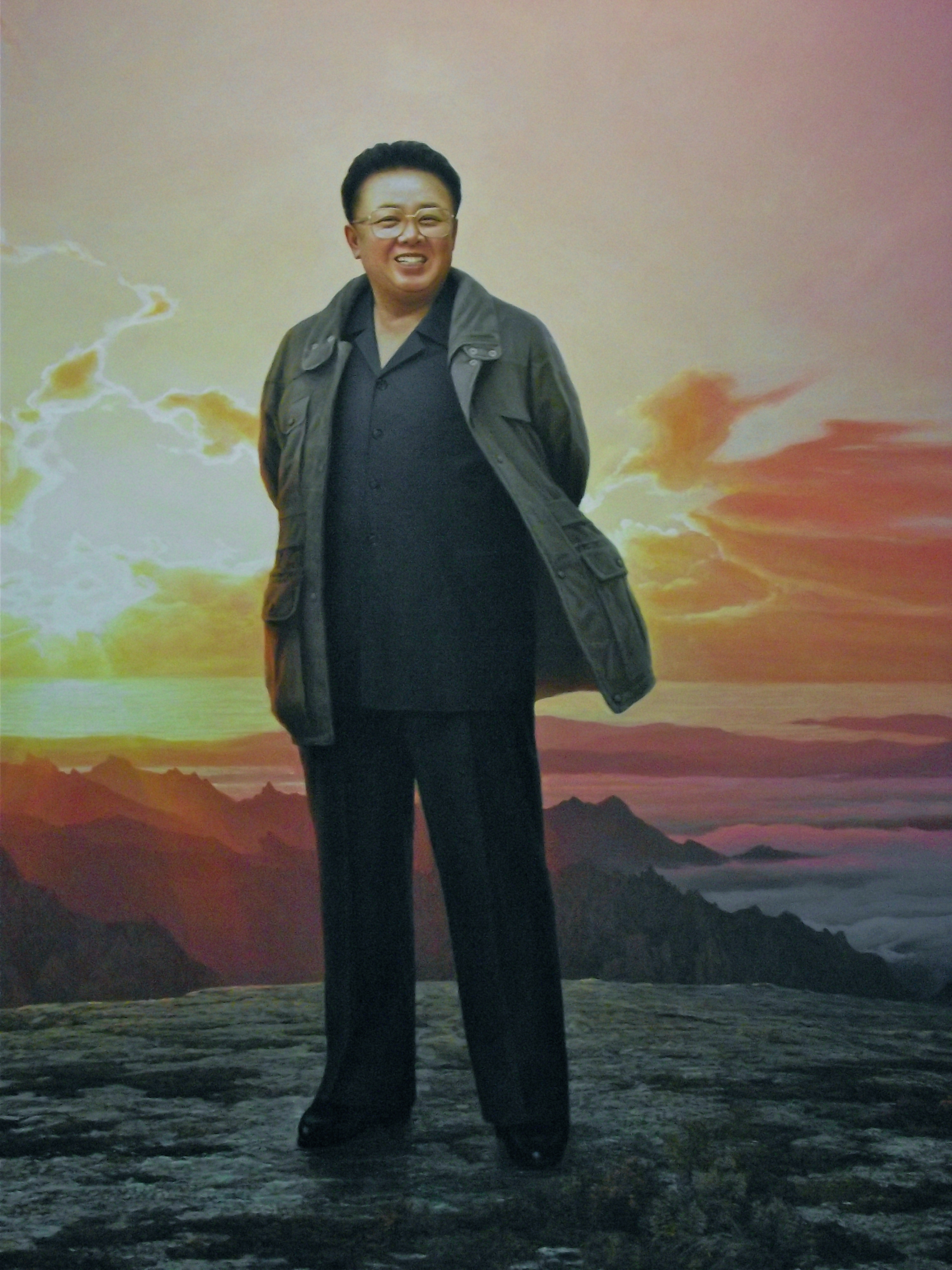
Obraz Kim Dzong Ila na górze Pektu-san na której według północnokoreańskiej propagandy miał się urodzić

W propagandzie państwowej Kim Dzong Il jest przedstawiany jako wybitny generał, ale – w przeciwieństwie do swojego ojca – nie jako niedościgniony mistrz wszystkich sfer życia publicznego. Takie rozwiązanie było konieczne z uwagi na panujący w kraju kryzys gospodarczy i głód, które dało się wytłumaczyć wyłącznie konfrontacją ze Stanami Zjednoczonymi i koniecznością skupienia przez Kim Dzong Ila wszystkich wysiłków na obronie państwa. Zdaniem B.R. Myersa, amerykańskiego specjalisty od ideologii północnokoreańskiej, kryzys jądrowy wyposażył go w jego własny mit o ocaleniu narodu. Zarazem jednak w propagandzie „Drogi przywódca” jawi się jako bardziej ludzki i podatny na zranienie niż Kim Ir Sen, a więc stanowi bardziej przekonujące ucieleśnienie „rasy koreańskiej”.

## Życie prywatne
Był żonaty z Kim Yŏng Suk. Z Sŏng Hye Rim miał syna Kim Dzong Nama (1971-2017). Z tancerką Ko Yŏng Hŭi Kim Dzong Il miał dwóch synów: Kim Dzong Czola (ur. 1981) i Kim Dzong Una (ur. 1984). Miał dwóch braci: Kim P’yŏng Ila i Kim Man Ila oraz siostrę Kim Kyŏng Hŭi.

### Finanse
Według „The Sunday Telegraph” Kim Dzong Il miał zgromadzone 4 mld dolarów w depozycie w bankach europejskich, na wypadek konieczności ucieczki z Korei Północnej. Magazyn poinformował również, że większość tych banków znajduje się w Luksemburgu.

### Genealogia
|              |              |              |              |              |              |              |              |              |              |              |              |               |               |               |               |               |               |              |              |                |                |                |                |                |                |             |             |              |              |               |               | Kim Song-ryeong |               |               |               |               |               |            |            |               |               |               |               |               |               |              |              |                 |                 |                 |                 |                 |                 |  |  |               |               |               |               |               |               |  |  |               |               |               |               |               |               |  |  |             |             |             |             |             |             |
|              |              |              |              |              |              |              |              |              |              |              |              |               |               |               |               |               |               |              |              |                |                |                |                |                |                |             |             |              |              |               |               |                 |               |               |               |               |               |            |            |               |               |               |               |               |               |              |              |                 |                 |                 |                 |                 |                 |  |  |               |               |               |               |               |               |  |  |               |               |               |               |               |               |  |  |             |             |             |             |             |             |
|              |              |              |              |              |              |              |              |              |              |              |              |               |               |               |               |               |               |              |              |                |                |                |                |                |                |             |             |              |              |               |               | Kim Ung-u       |               |               |               |               |               |            |            |               |               |               |               |               |               |              |              |                 |                 |                 |                 |                 |                 |  |  |               |               |               |               |               |               |  |  |               |               |               |               |               |               |  |  |             |             |             |             |             |             |
|              |              |              |              |              |              |              |              |              |              |              |              |               |               |               |               |               |               |              |              |                |                |                |                |                |                |             |             |              |              |               |               |                 |               |               |               |               |               |            |            |               |               |               |               |               |               |              |              |                 |                 |                 |                 |                 |                 |  |  |               |               |               |               |               |               |  |  |               |               |               |               |               |               |  |  |             |             |             |             |             |             |
|              |              |              |              |              |              |              |              |              |              |              |              |               |               |               |               |               |               |              |              |                |                |                |                |                |                |             |             |              |              |               |               | Kim Bo-hyon     |               |               |               |               |               |            |            |               |               |               |               |               |               |              |              |                 |                 |                 |                 |                 |                 |  |  |               |               |               |               |               |               |  |  |               |               |               |               |               |               |  |  |             |             |             |             |             |             |
|              |              |              |              |              |              |              |              |              |              |              |              |               |               |               |               |               |               |              |              |                |                |                |                |                |                |             |             |              |              |               |               |                 |               |               |               |               |               |            |            |               |               |               |               |               |               |              |              |                 |                 |                 |                 |                 |                 |  |  |               |               |               |               |               |               |  |  |               |               |               |               |               |               |  |  |             |             |             |             |             |             |
|              |              |              |              |              |              |              |              |              |              |              |              |               |               |               |               |               |               |              |              |                |                |                |                |                |                |             |             |              |              |               |               | Kim Hyong Jik   | Kim Hyong Jik | Kim Hyong Jik | Kim Hyong Jik | Kim Hyong Jik | Kim Hyong Jik |            |            | Kang Pan Sŏk  | Kang Pan Sŏk  | Kang Pan Sŏk  | Kang Pan Sŏk  | Kang Pan Sŏk  | Kang Pan Sŏk  |              |              |                 |                 |                 |                 |                 |                 |  |  |               |               |               |               |               |               |  |  |               |               |               |               |               |               |  |  |             |             |             |             |             |             |
|              |              |              |              |              |              |              |              |              |              |              |              |               |               |               |               |               |               |              |              |                |                |                |                |                |                |             |             |              |              |               |               | Kim Hyong Jik   | Kim Hyong Jik | Kim Hyong Jik | Kim Hyong Jik | Kim Hyong Jik | Kim Hyong Jik |            |            | Kang Pan Sŏk  | Kang Pan Sŏk  | Kang Pan Sŏk  | Kang Pan Sŏk  | Kang Pan Sŏk  | Kang Pan Sŏk  |              |              |                 |                 |                 |                 |                 |                 |  |  |               |               |               |               |               |               |  |  |               |               |               |               |               |               |  |  |             |             |             |             |             |             |
|              |              |              |              |              |              |              |              |              |              |              |              |               |               |               |               |               |               |              |              |                |                |                |                |                |                |             |             |              |              |               |               |                 |               |               |               |               |               |            |            |               |               |               |               |               |               |              |              |                 |                 |                 |                 |                 |                 |  |  |               |               |               |               |               |               |  |  |               |               |               |               |               |               |  |  |             |             |             |             |             |             |
|              |              |              |              |              |              |              |              |              |              |              |              |               |               |               |               |               |               |              |              |                |                |                |                |                |                |             |             |              |              | Kim Dzong Suk | Kim Dzong Suk | Kim Dzong Suk   | Kim Dzong Suk | Kim Dzong Suk | Kim Dzong Suk |               |               | Kim Ir Sen | Kim Ir Sen | Kim Ir Sen    | Kim Ir Sen    | Kim Ir Sen    | Kim Ir Sen    |               |               | Kim Sŏng Ae  | Kim Sŏng Ae  | Kim Sŏng Ae     | Kim Sŏng Ae     | Kim Sŏng Ae     | Kim Sŏng Ae     |                 |                 |  |  |               |               |               |               |               |               |  |  |               |               |               |               |               |               |  |  |             |             |             |             |             |             |
|              |              |              |              |              |              |              |              |              |              |              |              |               |               |               |               |               |               |              |              |                |                |                |                |                |                |             |             |              |              | Kim Dzong Suk | Kim Dzong Suk | Kim Dzong Suk   | Kim Dzong Suk | Kim Dzong Suk | Kim Dzong Suk |               |               | Kim Ir Sen | Kim Ir Sen | Kim Ir Sen    | Kim Ir Sen    | Kim Ir Sen    | Kim Ir Sen    |               |               | Kim Sŏng Ae  | Kim Sŏng Ae  | Kim Sŏng Ae     | Kim Sŏng Ae     | Kim Sŏng Ae     | Kim Sŏng Ae     |                 |                 |  |  |               |               |               |               |               |               |  |  |               |               |               |               |               |               |  |  |             |             |             |             |             |             |
|              |              |              |              |              |              |              |              |              |              |              |              |               |               |               |               |               |               |              |              |                |                |                |                |                |                |             |             |              |              |               |               |                 |               |               |               |               |               |            |            |               |               |               |               |               |               |              |              |                 |                 |                 |                 |                 |                 |  |  |               |               |               |               |               |               |  |  |               |               |               |               |               |               |  |  |             |             |             |             |             |             |
|              |              |              |              |              |              |              |              |              |              |              |              |               |               |               |               |               |               |              |              |                |                |                |                |                |                |             |             |              |              |               |               |                 |               |               |               |               |               |            |            |               |               |               |               |               |               |              |              |                 |                 |                 |                 |                 |                 |  |  |               |               |               |               |               |               |  |  |               |               |               |               |               |               |  |  |             |             |             |             |             |             |
|              |              |              |              |              |              |              |              |              |              |              |              |               |               |               |               |               |               |              |              |                |                |                |                |                |                |             |             |              |              |               |               |                 |               |               |               |               |               |            |            |               |               |               |               |               |               |              |              |                 |                 |                 |                 |                 |                 |  |  |               |               |               |               |               |               |  |  |               |               |               |               |               |               |  |  |             |             |             |             |             |             |
|              |              |              |              |              |              |              |              |              |              |              |              |               |               |               |               |               |               |              |              |                |                |                |                |                |                |             |             |              |              |               |               |                 |               |               |               |               |               |            |            |               |               |               |               |               |               |              |              |                 |                 |                 |                 |                 |                 |  |  |               |               |               |               |               |               |  |  |               |               |               |               |               |               |  |  |             |             |             |             |             |             |
| Kim Yŏng Suk | Kim Yŏng Suk | Kim Yŏng Suk | Kim Yŏng Suk | Kim Yŏng Suk | Kim Yŏng Suk |              |              | Sŏng Hye Rim | Sŏng Hye Rim | Sŏng Hye Rim | Sŏng Hye Rim | Sŏng Hye Rim  | Sŏng Hye Rim  |               |               | Kim Dzong Il  | Kim Dzong Il  | Kim Dzong Il | Kim Dzong Il | Kim Dzong Il   | Kim Dzong Il   |                |                | Ko Yŏng Hŭi    | Ko Yŏng Hŭi    | Ko Yŏng Hŭi | Ko Yŏng Hŭi | Ko Yŏng Hŭi  | Ko Yŏng Hŭi  |               |               | Kim Ok          | Kim Ok        | Kim Ok        | Kim Ok        | Kim Ok        | Kim Ok        |            |            | Kim Kyŏng Hŭi | Kim Kyŏng Hŭi | Kim Kyŏng Hŭi | Kim Kyŏng Hŭi | Kim Kyŏng Hŭi | Kim Kyŏng Hŭi |              |              | Jang Sŏng T’aek | Jang Sŏng T’aek | Jang Sŏng T’aek | Jang Sŏng T’aek | Jang Sŏng T’aek | Jang Sŏng T’aek |  |  | Kim Kyŏng Jin | Kim Kyŏng Jin | Kim Kyŏng Jin | Kim Kyŏng Jin | Kim Kyŏng Jin | Kim Kyŏng Jin |  |  | Kim P’yŏng Il | Kim P’yŏng Il | Kim P’yŏng Il | Kim P’yŏng Il | Kim P’yŏng Il | Kim P’yŏng Il |  |  | Kim Yŏng Il | Kim Yŏng Il | Kim Yŏng Il | Kim Yŏng Il | Kim Yŏng Il | Kim Yŏng Il |
| Kim Yŏng Suk | Kim Yŏng Suk | Kim Yŏng Suk | Kim Yŏng Suk | Kim Yŏng Suk | Kim Yŏng Suk |              |              | Sŏng Hye Rim | Sŏng Hye Rim | Sŏng Hye Rim | Sŏng Hye Rim | Sŏng Hye Rim  | Sŏng Hye Rim  |               |               | Kim Dzong Il  | Kim Dzong Il  | Kim Dzong Il | Kim Dzong Il | Kim Dzong Il   | Kim Dzong Il   |                |                | Ko Yŏng Hŭi    | Ko Yŏng Hŭi    | Ko Yŏng Hŭi | Ko Yŏng Hŭi | Ko Yŏng Hŭi  | Ko Yŏng Hŭi  |               |               | Kim Ok          | Kim Ok        | Kim Ok        | Kim Ok        | Kim Ok        | Kim Ok        |            |            | Kim Kyŏng Hŭi | Kim Kyŏng Hŭi | Kim Kyŏng Hŭi | Kim Kyŏng Hŭi | Kim Kyŏng Hŭi | Kim Kyŏng Hŭi |              |              | Jang Sŏng T’aek | Jang Sŏng T’aek | Jang Sŏng T’aek | Jang Sŏng T’aek | Jang Sŏng T’aek | Jang Sŏng T’aek |  |  | Kim Kyŏng Jin | Kim Kyŏng Jin | Kim Kyŏng Jin | Kim Kyŏng Jin | Kim Kyŏng Jin | Kim Kyŏng Jin |  |  | Kim P’yŏng Il | Kim P’yŏng Il | Kim P’yŏng Il | Kim P’yŏng Il | Kim P’yŏng Il | Kim P’yŏng Il |  |  | Kim Yŏng Il | Kim Yŏng Il | Kim Yŏng Il | Kim Yŏng Il | Kim Yŏng Il | Kim Yŏng Il |
|              |              |              |              |              |              |              |              |              |              |              |              |               |               |               |               |               |               |              |              |                |                |                |                |                |                |             |             |              |              |               |               |                 |               |               |               |               |               |            |            |               |               |               |               |               |               |              |              |                 |                 |                 |                 |                 |                 |  |  |               |               |               |               |               |               |  |  |               |               |               |               |               |               |  |  |             |             |             |             |             |             |
|              |              |              |              |              |              |              |              |              |              |              |              |               |               |               |               |               |               |              |              |                |                |                |                |                |                |             |             |              |              |               |               |                 |               |               |               |               |               |            |            |               |               |               |               |               |               |              |              |                 |                 |                 |                 |                 |                 |  |  |               |               |               |               |               |               |  |  |               |               |               |               |               |               |  |  |             |             |             |             |             |             |
|              |              |              |              | Kim Sŏl Song | Kim Sŏl Song | Kim Sŏl Song | Kim Sŏl Song | Kim Sŏl Song | Kim Sŏl Song |              |              | Kim Dzong Nam | Kim Dzong Nam | Kim Dzong Nam | Kim Dzong Nam | Kim Dzong Nam | Kim Dzong Nam |              |              | Kim Dzong Czol | Kim Dzong Czol | Kim Dzong Czol | Kim Dzong Czol | Kim Dzong Czol | Kim Dzong Czol |             |             | Kim Dzong Un | Kim Dzong Un | Kim Dzong Un  | Kim Dzong Un  | Kim Dzong Un    | Kim Dzong Un  |               |               | Ri Sŏl Ju     | Ri Sŏl Ju     | Ri Sŏl Ju  | Ri Sŏl Ju  | Ri Sŏl Ju     | Ri Sŏl Ju     |               |               | Kim Jo Dzong  | Kim Jo Dzong  | Kim Jo Dzong | Kim Jo Dzong | Kim Jo Dzong    | Kim Jo Dzong    |                 |                 |                 |                 |  |  |               |               |               |               |               |               |  |  |               |               |               |               |               |               |  |  |             |             |             |             |             |             |
|              |              |              |              | Kim Sŏl Song | Kim Sŏl Song | Kim Sŏl Song | Kim Sŏl Song | Kim Sŏl Song | Kim Sŏl Song |              |              | Kim Dzong Nam | Kim Dzong Nam | Kim Dzong Nam | Kim Dzong Nam | Kim Dzong Nam | Kim Dzong Nam |              |              | Kim Dzong Czol | Kim Dzong Czol | Kim Dzong Czol | Kim Dzong Czol | Kim Dzong Czol | Kim Dzong Czol |             |             | Kim Dzong Un | Kim Dzong Un | Kim Dzong Un  | Kim Dzong Un  | Kim Dzong Un    | Kim Dzong Un  |               |               | Ri Sŏl Ju     | Ri Sŏl Ju     | Ri Sŏl Ju  | Ri Sŏl Ju  | Ri Sŏl Ju     | Ri Sŏl Ju     |               |               | Kim Jo Dzong  | Kim Jo Dzong  | Kim Jo Dzong | Kim Jo Dzong | Kim Jo Dzong    | Kim Jo Dzong    |                 |                 |                 |                 |  |  |               |               |               |               |               |               |  |  |               |               |               |               |               |               |  |  |             |             |             |             |             |             |
|              |              |              |              |              |              |              |              |              |              |              |              |               |               |               |               |               |               |              |              |                |                |                |                |                |                |             |             |              |              |               |               |                 |               |               |               |               |               |            |            |               |               |               |               |               |               |              |              |                 |                 |                 |                 |                 |                 |  |  |               |               |               |               |               |               |  |  |               |               |               |               |               |               |  |  |             |             |             |             |             |             |
|              |              |              |              |              |              |              |              |              |              |              |              | Kim Han-sol   | Kim Han-sol   | Kim Han-sol   | Kim Han-sol   | Kim Han-sol   | Kim Han-sol   |              |              |                |                |                |                |                |                |             |             |              |              |               |               | Kim Dzu Ae      | Kim Dzu Ae    | Kim Dzu Ae    | Kim Dzu Ae    | Kim Dzu Ae    | Kim Dzu Ae    |            |            |               |               |               |               |               |               |              |              |                 |                 |                 |                 |                 |                 |  |  |               |               |               |               |               |               |  |  |               |               |               |               |               |               |  |  |             |             |             |             |             |             |